# Jim Marrs
Jim Marrs (ur. 5 grudnia 1943 w Fort Worth, zm. 2 sierpnia 2017 w Springtown) – amerykański pisarz specjalizujący się w teoriach spiskowych, były dziennikarz The Fort Worth Star-Telegram. Marrs jest jednym z głównych dziennikarzy wspierających teorię spiskową dotyczącą zamachu na Johna F. Kennedy’ego. Na podstawie m.in. jego książki poświęconej tej kwestii, Crossfire, Oliver Stone nakręcił film JFK. Publikował na temat teorii spiskowych o zamachach z 11 września 2001, telepatii i UFO.

## Publikacje

### Tłumaczenia na język polski
- Oni rządzą światem. Tajna historia łącząca Komisję Trójstronną, wolnomularstwo i piramidy egipskie (Rule by Secrecy. The Hidden History that Connects the Trilateral Commission the Freemasons, and the Great Pyramids); wydawnictwo Jeden Świat 2005
- Ściśle tajne. Odkryj tajemnice ery cyfrowej (Above Top Secret. Uncover the Mysteries of the Digital Age); wydawnictwo Jeden Świat 2009; ISBN 978-83-89632-53-1

### Wybrane publikacje anglojęzyczne
- ISBN 978-0-06-197068-9, The Trillion-Dollar Conspiracy: How the New World Order, Man-Made Diseases, and Zombie Banks Are Destroying America (czerwiec 2010)
- ISBN 978-1-934708-29-3, The Sisterhood of the Rose (listopad 2009)
- ISBN 978-0-06-124558-9, The Rise of the Fourth Reich: The Secret Societies That Threaten to Take Over America (czerwiec 2008)
- ISBN 978-1-932857-43-6, The Terror Conspiracy: Deception, 9/11 and the Loss of Liberty (2006)